# Severo Koroduadua
Severo Koroduadua Waqanibau (* 22. Dezember 1960 in Kadavu) ist ein ehemaliger fidschianischer Rugbyspieler. Er nahm 1987 und 1991 mit der fidschianischen Rugby-Union-Nationalmannschaft an der Rugby-Union-Weltmeisterschaft teil.